# Гельмут Шлемер
Гельмут Шлемер (нім. Helmuth Schlömer; 30 травня 1893, Мінден — 18 серпня 1995, Мінден-Люббекке) — німецький воєначальник, генерал-лейтенант вермахту (1 грудня 1942). Кавалер Лицарського хреста Залізного хреста з дубовим листям.

## Біографія
Учасник Першої світової війни. Після демобілізації армії залишений в рейхсвері. З 1 жовтня 1936 року — командир 3-го батальйону 25-го піхотного полку, з 1 липня 1939 року — 5-го стрілецького полку 2-ї мотопіхотної (з жовтня 1940 року — 12-ї танкової) дивізії. Учасник Польської і Французької кампаній, а також Німецько-радянської війни. З 1 жовтня 1941 року — командир 7-ї стрілецької бригади 7-ї танкової дивізії, з 1 квітня 1942 по 15 січня 1943 року — 3-ї мотопіхотної дивізії, з 17 січня 1943 року — 14-го танкового корпусу. В січні 1943 року корпус був розгромлений під Сталінградом, а сам Шлемер взятий в полон радянськими військами. 24 жовтня 1949 року звільнений.

## Нагороди
- Залізний хрест 2-го і 1-го класу
- Нагрудний знак «За поранення» в сріблі
- Почесний хрест ветерана війни з мечами
- Медаль «За вислугу років у Вермахті» 4-го, 3-го, 2-го і 1-го класу (25 років)
- Застібка до Залізного хреста
  - 2-го класу (14 вересня 1939)
  - 1-го класу (31 жовтня 1939)
- Лицарський хрест Залізного хреста з дубовим листям
  - лицарський хрест (2 жовтня 1941)
  - дубове листя (№ 161; 23 грудня 1942)
- Медаль «За зимову кампанію на Сході 1941/42»